# Боствик (Џорџија)
Боствик (Џорџија) (енгл. Bostwick) град је у америчкој савезној држави Џорџија. По попису становништва из 2010. у њему је живело 365 становника.

## Демографија
Према попису становништва из 2010. у граду је живело 365 становника, што је 43 (13,4%) становника више него 2000. године.
| Група             | 2000.       | 2010.       |
| Белци             | 261 (81,1%) | 301 (82,5%) |
| Афроамериканци    | 60 (18,6%)  | 46 (12,6%)  |
| Азијати           | 0 (0,0%)    | 0 (0,0%)    |
| Хиспаноамериканци | 1 (0,3%)    | 8 (2,2%)    |
| Укупно            | 322         | 365         |